# Fino all'alba (Brusco)
Fino all'alba è il sesto album discografico ufficiale dell'artista reggae Brusco.

## Tracce
1. Amore non so – 3:32
2. Intollerante – 3:06
3. Fino all'alba – 4:05
4. Metà della tua età – 3:59
5. Vieni con me – 3:46
6. Più mi buttano giù più risorgo – 3:58
7. I tre porcellini – 4:01
8. Falso – 4:25
9. Il meglio di me – 4:40
10. Un uomo è solo un uomo – 3:51
11. My Heart – 2:59